# Front (Diskothek)
Das FRONT ist der Name einer ehemaligen populären House- und Schwulendiskothek in Hamburg.

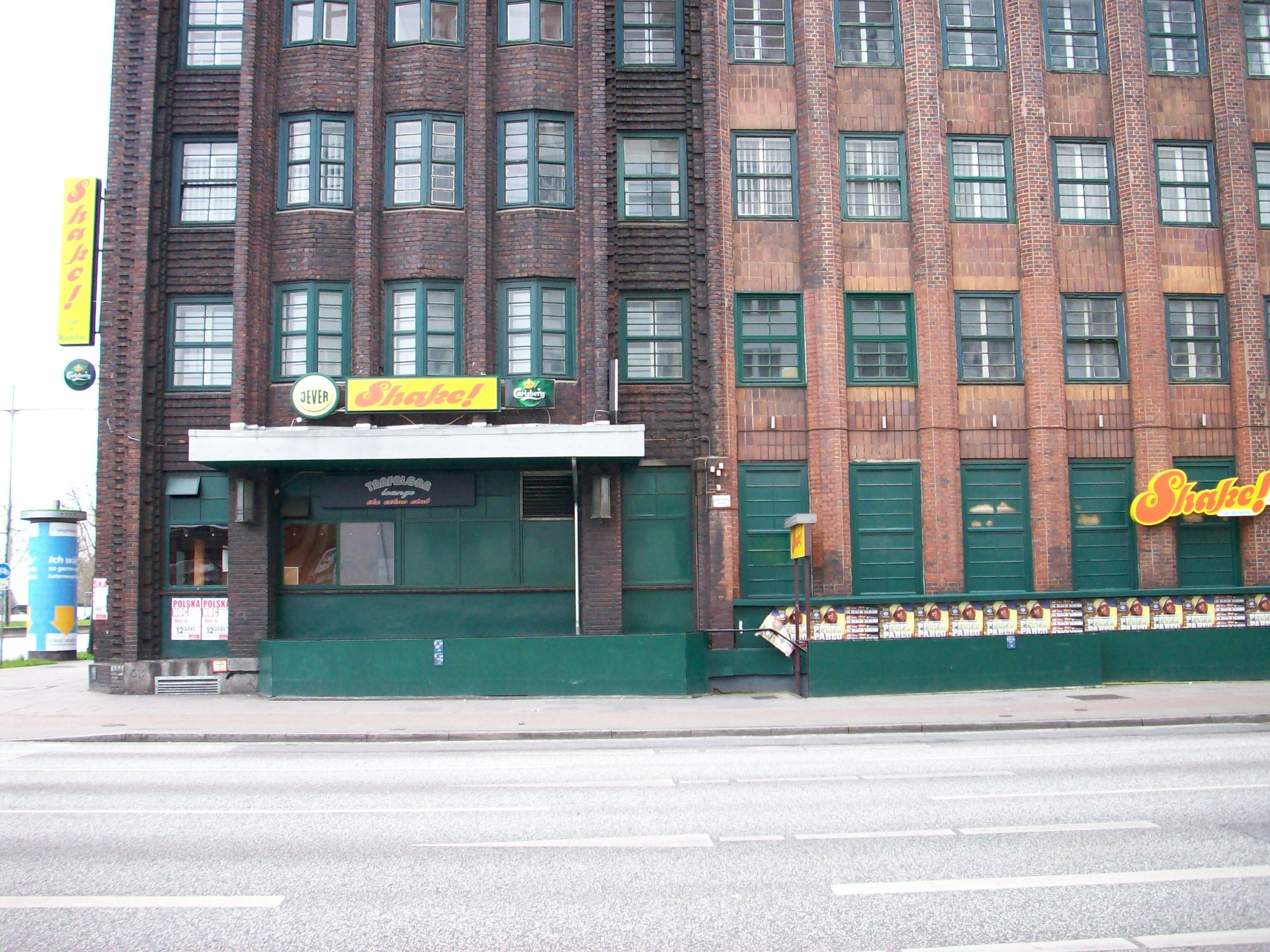
Kellertreppe zum Club, ab 2004 residierte hier das Shake!

## Location
Die Kellerräume des Kontorhaus Leder-Schüler am Heidenkampsweg im Stadtteil Hammerbrook haben eine wechselvolle Geschichte die mit der Fertigstellung 1928 beginnt. 1937 war die Location ein Reichsnährstand. Dies bedeutet, dass sich hier die Lebensmittelverteilung für Hamburg und Schleswig-Holstein befand, hier Lebensmittel rationiert und durch Lebensmittelkarten ausgegeben wurden.
1946 wurde hier das erste Tanzlokal mit dem Namen „Tangorett“ nach dem Krieg eröffnet. Ein Tanz- und Esslokal, geleitet von Anna Zetsch, welches in Verbindung mit dem Erdgeschoss im Souterrain Vereinsräume anbot. 1965 wurde das Tanz- und Esslokal abgelöst durch den „COTTON-CLUB“, der aus dem Tiefbunker am Grindelhof 89b einzog.
1962 eröffnete das Danny’s Pan von Dany Marino, dem „Botschafter des französischen Chansons“ in Hamburg. Die Location wurde zum Mekka der Hamburger Folklore-Bewegung. Dany sang Georges Brassens auf Deutsch, er war Vorbild und Lehrer für viele junge Musiker, die bei ihm auftraten. Unter ihnen: Reinhard Mey, Klaus Hoffmann, Hannes Wader. Auch Mike Krüger und Otto Waalkes feierten im „Danny's Pan“ ihre ersten Erfolge.

## Geschichte und Alltagskultur
Eröffnet wurde der Club im Jahr 1983 von Willi Prange (1949–2006), der Ende 2006 freiwillig aus dem Leben trat, und seinem Lebensgefährten Phillip Clarke (verstarb 2003 an Krebs). Das FRONT existierte bis zum 16. Februar 1997. In den darauf folgenden vier Jahren gab es jeweils eine offizielle Revival-Party, ausgerichtet von der Original Crew, welche orgiastisch abgefeiert wurde.
Seit der Schließung wurden 28 Veranstaltungen vom einzigen Fremdveranstalter Robert Günther mit verschiedenen Original-DJs bis einschließlich 2011 durchgeführt. Dieser Veranstalter hat während des Bestehens des FRONT`s mit Lange, Dlugosch u. a. 32 Events, teils in Zusammenarbeit mit Prange/Clarke veranstaltet.
Das Publikum hatte einen bemerkenswert hohen Anteil an Homosexuellen, die den Club als ihren Treffpunkt ansahen. Samstags und mittwochs war das Publikum „gemischt“ (Männer und Frauen), freitags hieß es dagegen „Strictly men“. Es gab seither eine starke Verbindung zu der Hamburger Homosexuellenszene sowie ein freundschaftliches Verhältnis mit der mittlerweile geschlossenen Lesbendisko „Camelot“ am Hamburger Berg in St. Pauli. Die Hamburger Aids-Benefiz-Veranstaltung red, hot & dance hat seine Wurzeln ebenfalls in der Community um die Diskothek FRONT und wurde von Willi Prange und seinem Vertrauten Lutz Kretschmann-Johannsen maßgeblich vorangetrieben.
Der Club war sehr minimalistisch eingerichtet und innen hellgrau lackiert. Es gab eine kleine Bar, eine Garderobe hinter Gitter und Maschendraht, eine Videowand aus ca. 5 × 6 Monitoren – auf denen schwule Pornofilme liefen – sowie eine von außen mit Edelstahl verkleidete DJ-Kabine mit verdunkeltem Plexiglas, welche nur den Blick hinaus auf die Tanzfläche zuließ.
Die Quadrophonie-Musikanlage bestand aus zwei Technics Plattenspielern, als Mischpult wurde ein Stanford Silver Shadow II genutzt. Vier fest aufgehängte mittenbetonte Lautsprecher hingen zentriert zur Tanzfläche unter der Decke. Die Innendekoration und Einrichtung war schlicht gehalten. Die Wände waren grau lackiert, teilweise auch blanker Putz, Stahl und Edelstahl dominierte das Interieur. Bemerkenswert waren die als Lauflicht angeordneten farbigen Neonleuchten und die „Danger-Leuchte“.

## DJs und Musik
Das FRONT galt als eine der ersten House-Musik-Locations in Deutschland. Auch andere musikalische Trends wie z. B. Acid House wurden hier geprägt. Die Diskothek beherbergte bis Mitte der 1990er Jahre die musikalische Avantgarde der Metropolregion. Erster stilprägender DJ des Clubs war der spätere Stylist und Moderedakteur Klaus Stockhausen. 1986 startete im FRONT Stockhausens „Eleve“ DJ Boris Dlugosch seine spätere internationale Karriere. Weitere DJs, die im FRONT als „Resident DJ“ aufgelegt haben, sind Patrick Wild, Michael Braune und Michi Lange. Der musikalische Stil des FRONT hat über Jahre die House-Musikszene Kontinentaleuropas geprägt. Nahezu die gesamte Prominenz der Housemusik-Kultur hat über die Jahre im FRONT aufgelegt. Dazu gehören Künstler wie Frankie Knuckles, aber z. B. auch Masters at Work. Das FRONT ist maßgeblich am Erfolg amerikanischer House-Plattenlabels, wie z. B. Strictly Rhythm oder Nu Groove auf dem deutschen Markt beteiligt.
Im FRONT selbst wurde fast ausschließlich House, insbesondere in seinen Deep- und Garage-Spielarten gespielt. Gelegentlich fanden hochgepitchte Diskoklassiker den Weg auf den Plattenteller. Auch Detroit Techno, Chicago House und Acid House gehörten zu ihrer jeweiligen Hochzeit zum Programm.